# Kamisato (Saitama)
Kamisato (jap. 上里町, -machi) ist eine Stadt auf der japanischen Hauptinsel Honshū im Landkreis Kodama in der Präfektur Saitama.

## Geografie
Kamisato liegt südlich von Takasaki und westlich von Honjō.

## Verkehr
- Straße:
  - Nationalstraße 17 nach Tōkyō oder Niigata
  - Nationalstraße 254
- Zug:
  - JR Takasaki-Linie: Bahnhof Jimbohara nach Ueno oder Takasaki

## Angrenzende Städte und Gemeinden
- Honjō
- Kamikawa
- Takasaki
- Fujioka
- Tamamura